# 迎田
迎田（むかえだ）は、千葉県市原市の有秋地区にある大字。郵便番号は299-0116。

## 概要
千葉県市原市の最西部にある有秋地区に位置する。市原市役所有秋支所設置前は姉崎地区の一部であった。

## 地理
北は姉崎、東は青葉台、南は不入斗、西は椎津と接する。

## 歴史

### 地名の由来
「剥処（むけた）」の転訛で崩壊地形を意味する。

## 世帯数と人口
2022年（令和4年）4月1日現在の世帯数と人口は以下の通りである。
| 町丁字 | 世帯数  | 人口  |
| ------ | ------- | ----- |
| 迎田   | 174世帯 | 322人 |

## 通学区域
市立小学校・市立中学校と県立高等学校の通学区域は以下の通りである。
| 大字 | 範囲 | 小学校               | 中学校             | 高等学校 |
| ---- | ---- | -------------------- | ------------------ | -------- |
| 迎田 | 一部 | 市原市立有秋東小学校 | 市原市立有秋中学校 | 第9学区  |
| 迎田 | 一部 | 市原市立有秋西小学校 | 市原市立有秋中学校 | 第9学区  |
| 迎田 | 一部 | 市原市立有秋南小学校 | 市原市立有秋中学校 | 第9学区  |

## 施設
- ビレッジハウス迎田